# هانا راسل
هانا راسل (به انگلیسی: Hannah Russell) (زادهٔ ۵ اوت ۱۹۹۶) شناگر اهل بریتانیا است.